# 安格利卡·阿蒙
安格利卡·阿蒙（英語：Angelika Amon）博士，1967年1月10日—2020年10月29日）是美国奥地利裔的分子生物学和细胞生物学家，是美国马萨诸塞州剑桥麻省理工学院（MIT）癌症研究的凯瑟琳和柯蒂斯玛布终身讲席教授。 阿蒙的研究集中于如何在细胞周期中调节，复制和分配染色体。 阿蒙于2017年当选美国文理科学院院士。

## 个人生活和职业
阿蒙在奥地利维也纳出生并长大。她从小就对动植物生物学表现出兴趣，并在笔记本上装满了剪报，并在学习了孟德尔遗传学并看了中学时植物细胞分裂的延时显微照片后，便开始研究生物学。截至2007年，阿蒙已婚，育有两个女儿。
阿蒙从维也纳大学获得生物学学士学位。 从1989年开始，她在分子病理学研究所（IMP）新聘的金·內史密斯(Kim Nasmyth)教授的带领下继续在那里的博士学位研究，并在1993年获得博士学位。 1994年，阿蒙离开奥地利前往美国，以博士后的身份加入了马萨诸塞州剑桥的怀特海德研究所，并于1996年被任命为怀特海德研究员，这使她得以在该研究所建立自己的实验室。

## 研究
阿蒙的研究已经研究了细胞在细胞分裂过程中如何控制和组织染色体的分离。 更具体地说，她的研究检查了有丝分裂的退出，减数分裂细胞周期的调控以及非整倍體（Aneuploidy）对正常生理学和肿瘤发生的影响。

## 奖项和荣誉
- 1998 美国青年科学家与工程师总统奖[1]
- 2008 分子生物学美国国家科学院奖
- 2019 生命科学突破奖[8]
- 2019 Vilcek Prize[9][10]